# Ronde van Tsjechië 2013
De Ronde van Tsjechië 2013  was de vierde editie van deze meerdaagse etappekoers. De ronde begon op 11 juli en eindigde vier dagen later, op 14 juli. Eindwinnaar werd net zoals in 2010 Leopold König.

## Etappe-overzicht
| etappe   | datum   | start            | finish    | afstand | winnaar                  | klassementsleider |
| -------- | ------- | ---------------- | --------- | ------- | ------------------------ | ----------------- |
| 1e (TTT) | 11 juli | Uničov           | Uničov    | 25.9 km | Leopard-Trek Continental | Sean De Bie       |
| 2e       | 12 juli | Olomouc          | Mohelnice | 156 km  | Luka Pibernik            | Sean De Bie       |
| 3e       | 13 juli | Zábreh na Morave | Sternberk | 173 km  | Leopold König            | Leopold König     |
| 4e       | 14 juli | Olomouc          | Kadaň     | 145 km  | Petr Vakoč               | Leopold König     |

## Eindklassementen

### Algemeen klassement
| Plaats    | Naam               | Ploeg                    | Tijd      |
| --------- | ------------------ | ------------------------ | --------- |
| Gele trui | Leopold König      | Team NetApp-Endura       | 12u09'40" |
| 2         | Kristian H. Jensen | Leopard-Trek Continental | + 1' 15"  |
| 3         | Sven van Luijk     | Cyclingteam Jo Piels     | + 1' 29"  |
| 4         | Petr Vakoč         | Etixx - Ihned            | z.t.      |
| 5         | Dieter Bouvry      | Etixx - Ihned            | + 1' 45"  |
| 6         | Jan Bárta          | Team NetApp-Endura       | + 1' 46"  |
| 7         | Tomáš Bucháček     | Bauknecht - Author       | + 1' 55"  |
| 8         | Adam Stachowiak    | Bank BGZ                 | + 1' 56"  |
| 9         | Jiří Polnický      | Bauknecht - Author       | + 2' 00"  |
| 10        | Simon Yates        | 100% Me                  | z.t.      |

### Putenklassement
| Plaats      | Naam          | Ploeg              | Punten |
| ----------- | ------------- | ------------------ | ------ |
| Groene trui | Petr Vakoč    | Etixx-IHNed        | 45     |
| 2           | Leopold König | Team NetApp-Endura | 41     |
| 3           | Luka Pibernik | Radenska           | 37     |

### Bergklassement
| Plaats    | Naam             | Ploeg                 | Punten |
| --------- | ---------------- | --------------------- | ------ |
| Rode trui | Tom Vermeer      | Cyclingteam Jo Piels  | 33     |
| 2         | Paweł Cieślik    | Bank BGŻ              | 32     |
| 3         | Dries Hollanders | Metec-TKH Continental | 22     |

2010 · 2011 · 2012 · 2013 · 2014 · 2015 · 2016 · 2017 · 2018 · 2019 · 2020 · 2021 · 2022 · 2023 · 2024